# Everyman Chess
Everyman Chess est l'une des principales maisons d'édition[Depuis quand ?] concernant le jeu d'échecs. Son appellation précédente était Cadogan Chess. Son siège social est basé à Londres. L'ancien champion du monde d'échecs Garry Kasparov en est le conseiller éditorial en chef, et John Emms est le responsable éditorial. Les principales collections de livres au catalogue sont les suivantes :
- la série Winning Chess par le Grand maître international Yasser Seirawan ;
- la série Starting Out incluant notamment des titres par John Emms, Chris Ward, Glenn Flear, Joe Gallagher, Richard Palliser ;
- la série Move by Move incluant notamment des titres par John Emms et Cyrus Lakdawala ;
- la série en cinq volumes My Great Predecessors par Garry Kasparov ;
- la série Modern Chess par Garry Kasparov
- la série Dangerous Weapons sur les ouvertures.

En 2021, la maison d'édition est devenue la propriété de la société Play Magnus AS (en) fondée par le champion du monde Magnus Carlsen.